# 11691 Easterwood
11691 Easterwood (1998 FO66) là một tiểu hành tinh vành đai chính được phát hiện ngày 20 tháng 3 năm 1998 bởi Nhóm nghiên cứu tiểu hành tinh gần Trái Đất phòng thí nghiệm Lincoln ở Socorro. The planet was named bởi Jeff Easterwood, upon winning an essay contest in his youth.